# افسوس که او یک فاحشه است (فیلم)
افسوس که او یک فاحشه است (ایتالیایی: Peccato che sia una puttana؛ در ایتالیا به عنوان خداحافظ برادر بی‌رحم ایتالیایی: Addio fratello crudele) یک فیلم درام-عاشقانه ایتالیایی از سال ۱۹۷۱ به کارگردانی جوزپه پاترونی گریفی است. در این فیلم بازیگرانی از جمله شارلوت رمپلینگ، اولیور توبیاس و فابیو تستی حضور دارند. این فیلم بر اساس یک تراژدی با همین نام اثر جان فورد پایه‌گذاری شده‌است. موسیقی متن آن را انیو موریکونه انجام داده‌است.

## خلاصهٔ داستان
در شهر منتووا در طول رنسانس ایتالیا جیووانی، فرزند یک مرد مالک، برای تحصیل به خارج فرستاده می‌شود و هرگز خواهرش آنابلا را که چند سال از او کوچکتر است ندیده‌است. پس از ده سال جدایی، آنابلا که حالا بزرگ و زیبا شده، با برادرش برای اولین بار به عنوان نوجوانان ملاقات می‌کند. خواهر و برادر جوان بلافاصله جذب یکدیگر می‌شوند و نمی‌توانند جلوی عاشق‌نشدن به یکدیگر را بگیرند. این دو برای مدتی با احساساتشان مبارزه می‌کنند اما سرانجام به صورت پنهانی شروع به یک رابطهٔ مخفی می‌کنند و آنابلا حامله می‌شود. جیووانی ویلای پدرش را ترک می‌کند و آنابلا پیشنهاد ازدواج خواستگارش سورانزو، یک فرد ثروتمند نجیب، را می‌پذیرد. پس از آنکه سورانزو درمی‌یابد که هدف یک فریب شده، نقشه‌ای را برای یک انتقام‌جویی خونین برنامه‌ریزی می‌کند.

## بازیگران
- شارلوت رمپلینگ در نقش آنابلا
- اولیور توبیاس در نقش جیووانی
- فابیو تستی در نقش سورانزو
- انتونیو فالسی در نقش بوناونتورا
- ریک باتالیا در نقش مرکانت، پدر
- آنجلا لوچه در نقش حاکم مرکانت
- رینو امپریو در نقش خدمتکار سورانزو[۳]
- فیلیپ با

## بازخورد
مارکو جوستی، منتقد ایتالیایی فیلم می‌نویسد که رمپلینگ تا جایی که می‌تواند لباس‌هایش را درمی‌آورد، اما این فیزیک بدنی فابیو تستی است که تحسین‌برانگیز است: همیشه برهنه و اغلب در اوج باسنش قاب می‌شود، که باعث خجالت تماشاگران می‌شود. گیوستی دیدن باسن پشمالو و بزرگ تستی را روی پرده سینمای وردی در جنوا به خوبی به یاد می‌آورد. با این حال، تئو مورا گیوستی و انریکو قزی را «مجبور» کرد تا آن را در تئاتر دل آرچیولتو در جنوا به صحنه ببرند. جوستی نقش سورانزو، شخصیت تستی را بازی کرد. او از آن زمان هیچ اجرای تئاتری انجام نداده‌است.

### تمجیدها
این فیلم دو نامزدی جایزه روبان نقره‌ای را برای بهترین فیلمبرداری (ویتوریو استورارو) و بهترین طراحی تولید (ماریو سرولی) دریافت کرد.